# Jordi Roura

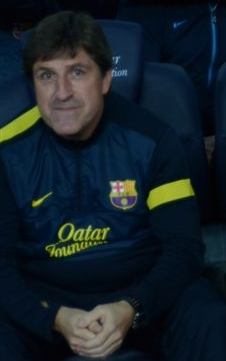
Jordi Roura (2013)

Jordi Roura Solà, född 10 september 1967 i Llagostera, är en spansk tidigare fotbollsspelare, som sedan 2012 assisterande tränare för FC Barcelona. Han spelade som mittfältare och tillhörde FC Barcelona B 1984-1991, FC Barcelona 1988-1992 (utlånad till Real Murcia 1991-1992), UE Figueres 1992-1993 och UE Sant Andreu 1994.Han ledde Barcelona några månader säsongen 2012/2013 när huvud tränare Tito låg på sjukhus på grund av cancer